# A 100 legnagyobb román
A „100 legnagyobb román” listájára voksoltak 2006 május–júliusában a romániai tévénézők. A műsor BBC-licenc alapján készült. 2006. október 21-én a Román Televízió bejelentette, hogy a szavazás eredménye szerint minden idők legnagyobb románja III. (Nagy) István (románul Ștefan cel Mare).
A 100-as listába 29 történelmi személyiség, illetve politikus, 26 művész, 15 tudós, 14 sportoló, 10 pap és 6 egyéb híresség jutott be. 

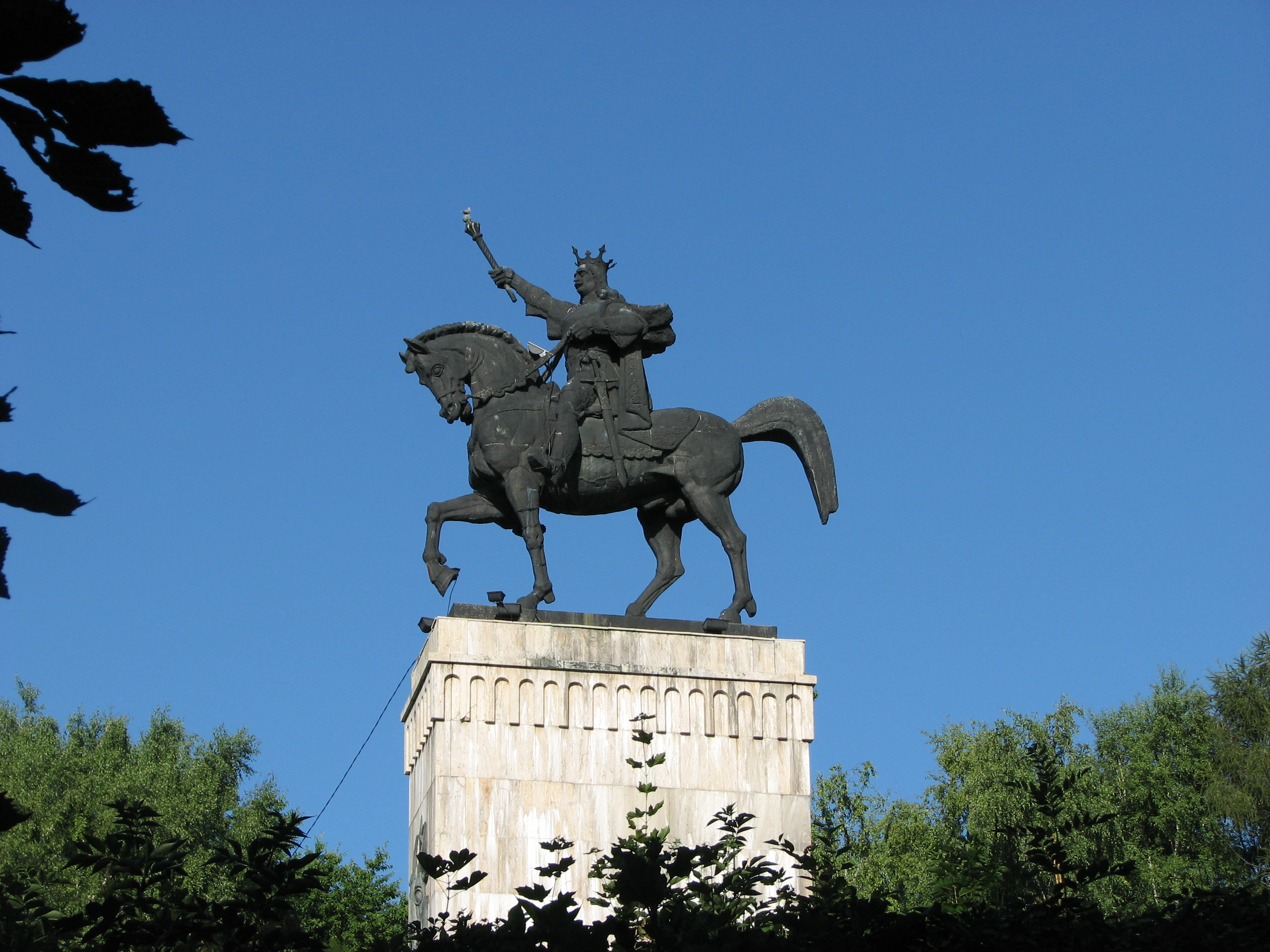
Ștefan cel Mare moldvai fejedelem lovasszobra, Szucsáva, Románia

A tíz legtöbb szavazatot kapott jelölt: 
1. III. István moldvai fejedelem (Ștefan cel Mare și Sfânt)
2. I. Károly román király
3. Mihai Eminescu - költő
4. Mihai Viteazul (Vitéz Mihály)
5. Richard Wurmbrand - evangélikus lelkész
6. Ion Antonescu - katonatiszt, tábornok
7. Mircea Eliade - vallástörténész, író
8. Alexandru Ioan Cuza - az Egyesült Román Fejedelemség uralkodója
9. Constantin Brâncuși - szobrász
10. Nadia Comăneci - tornász

## 11–100
1. Nicolae Ceaușescu (1918–1989) - politikus
2. Vlad Țepeș (1431–1476)
3. Gigi Becali (1958–) – politikus, üzletember, sportklub tulajdonos
4. Henri Coandă (1886–1972) – feltaláló, aerodinamika úttörője
5. Gheorghe Hagi (1965–) – labdarúgó
6. Ion Luca Caragiale (1852–1912) – író, drámaíró
7. Nicolae Iorga (1871–1940) – történész, politikus
8. Constantin Brâncoveanu (1654–1714) – Havasalföld fejedelme
9. George Enescu (1881–1955) – zeneszerző
10. Gregorian Bivolaru (1952–) – a MISA jóga szervezet alapítója
11. Mirel Rădoi (1980–) – labdarúgó
12. Corneliu Zelea Codreanu (1899–1938) – a Vasgárda vezetője a két világháború között
13. Nicolae Titulescu (1882–1941) – diplomata, külügyminiszter
14. I. Ferdinánd román király (1865–1927)
15. I. Mihály román király (1921–2017)
16. Decebal (87–106) – az utolsó dák király a római hódítás előtt
17. Traian Băsescu (1951–) – politikus, Románia volt elnöke
18. Gheorghe Mureșan (1971–) – NBA kosárlabda-játékos
19. Ion I. C. Brătianu (1864–1927) – politikus, ötszörös miniszterelnök
20. Răzvan Lucescu (1969–) – labdarúgó
21. Nicolae Paulescu (1869–1931) – fiziológus, az inzulin felfedezője
22. Iuliu Maniu (1873–1953) – politikus
23. Iuliu Hossu (1885–1970) – görögkatolikus püspök
24. Emil Cioran (1911–1995) – író, filozófus
25. Avram Iancu (1824–1872) – az 1848-as erdélyi román forradalom vezetője
26. Burebista (? – Kr. e. 44) – dák király
27. Mária román királyné (1875–1938)
28. Petre Țuțea (1902–1991) – filozófus
29. Corneliu Coposu (1914–1995) – politikus
30. Aurel Vlaicu (1882–1913) – feltaláló, repülés úttörője
31. Iosif Trifa (1888–1938) – nagyszebeni pópa, az ortodox Oastea Domnului („Az Úr hadserege”) alapítója
32. Nichita Stănescu – költő
33. Ion Creangă – író
34. Mădalina Manole – énekesnő
35. Corneliu Vadim Tudor – politikus
36. Traian Vuia – feltaláló, repülés úttörője
37. Lucian Blaga – költő
38. George Emil Palade – Nobel-díjas kémikus
39. Ana Aslan – orvos
40. Adrian Mutu – labdarúgó
41. Florin Piersic – színész
42. Mihail Kogălniceanu – író, politikus
43. Kőrössy János - zeneszerző, muzsikus
44. Dimitrie Cantemir – író, Moldva fejedelme
45. Ilie Năstase – teniszező
46. Gheorghe Zamfir – pánsípművész
47. Gică Petrescu – énekes
48. Elisabeta Rizea - antikommunista aktivista
49. Bulă – kitalált személy, a román viccek főszereplője
50. Amza Pellea – színész
51. Matei Corvin - I. Mátyás magyar király
52. Mircea cel Bătrân – Havasalföld fejedelme (Öreg Mircea)
53. Titu Maiorescu – író
54. Toma Caragiu – színész
55. Mihai Trăistariu – könnyűzenei énekes
56. Andreea Marin – televíziós műsorszerkesztő
57. Emil Racoviță – természettudós
58. Victor Babeș – orvos
59. Nicolae Bălcescu – az 1848-as havasalföldi forradalom vezetője
60. Horia Roman Patapievici – író, filozófus
61. Ion Iliescu – politikus, volt államelnök
62. Marin Preda – író
63. Eugen Ionescu – író
64. Dumitru Stăniloae – pap, ortodox teológus
65. Alexandru Todea – görögkatolikus bíboros
66. Tudor Gheorghe – énekes
67. Ion Țiriac – teniszező, üzletember
68. Cleopa Ilie – pap, ortodox teológus
69. Arsenie Boca
70. Bănel Nicoliță – labdarúgó
71. Dumitru Cornilescu – pap, ortodox teológus, bibliafordító
72. Grigore Moisil – matematikus
73. Claudiu Niculescu – labdarúgó
74. Florentin Petre – labdarúgó
75. Marius Moga – énekes
76. Nicolae Steinhardt – író, filozófus
77. Laura Stoica – énekesnő
78. Cătălin Hâldan – labdarúgó
79. Anghel Saligny – mérnök
80. Ivan Patzaichin – négyszeres olimpiai bajnok kenus
81. Maria Tănase – népdalenekesnő
82. Sergiu Nicolaescu – filmrendező
83. Octavian Paler – újságíró, filozófus
84. Az ismeretlen katona
85. Ciprian Porumbescu – zeneszerző
86. Kovács Miklós – labdarúgó, edző
87. Dumitru Prunariu – űrhajós
88. Iancu de Hunedoara - Hunyadi János kormányzó, hadvezér
89. Constantin Noica  (1909–1987) – filozófus
90. Badea Cârțan - román paraszt, aki az erdélyi románság függetlenségéért harcolt

## Érdekességek
A jelöltek között szerepelt a magyar Kossuth Lajos, Tőkés László, Markó Béla, Jeney Imre, Frunda György, Bölöni László és Szabó Gabriella is, mi több, Hunyadi János és Hunyadi Mátyás, valamint az ókori dák Burebista és Decebal be is került az első százba.

## Fordítás
- Ez a szócikk részben vagy egészben  a   Mari români című román Wikipédia-szócikk fordításán alapul.  Az eredeti cikk szerkesztőit annak laptörténete sorolja fel. Ez a jelzés csupán a megfogalmazás eredetét és a szerzői jogokat jelzi, nem szolgál a cikkben szereplő információk forrásmegjelöléseként.
- Ez a szócikk részben vagy egészben  a(z)   100 Greatest Romanians című angol Wikipédia-szócikk fordításán alapul.  Az eredeti cikk szerkesztőit annak laptörténete sorolja fel. Ez a jelzés csupán a megfogalmazás eredetét és a szerzői jogokat jelzi, nem szolgál a cikkben szereplő információk forrásmegjelöléseként.